# Sigismund Novisadi
Sigismund Novisadi (Novosadi), född 22 januari 1701 i Karlskrona, död 17 december 1773 i Karlskrona, var en svensk guldsmed, tecknare och kopparstickare.
Han var son till guldsmeden och konstnären Sigismund Novisadi d.ä. och Gertrud Lyttekenschwager och gift första gången med Maria Elisabeth Schlyter och andra gången från 1751 med Margareta Torpadius. Han var far till guldsmeden Fredrik Sigismund Novisadi och kopparstickaren Ulrik Wilhelm Novisadi. Han var lärling hos guldsmeden Jacob Brunck i Stockholm från 1715 och blev gesäll 1720 samt mästare i guldsmedsämbetet i Karlskrona 1734. Där var han till ålderman 1745-1750 och 1751-1761. Bland hans bevarade arbeten märks ett allegoriskt kopparstick över Ulrika Eleonoras död och begravning. 